# Juliusz Nowina-Sokolnicki

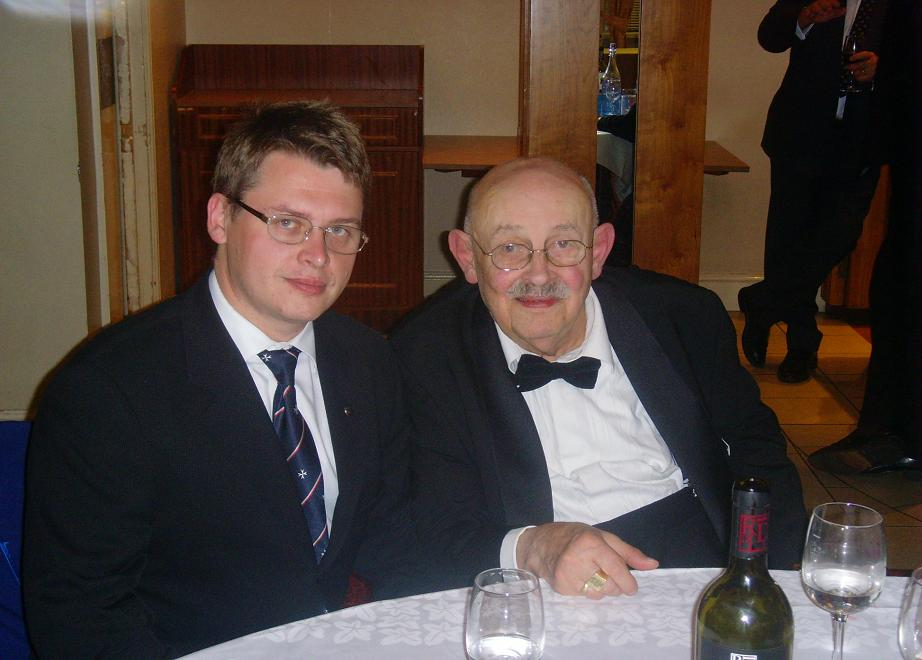
Juliusz Nowina-Sokolnicki (rechts) anlässlich einer Verleihung des Sankt-Stanislaus-Ordens 2007

Juliusz Nowina-Sokolnicki (* 18. Dezember 1925 in Pinsk; † 17. August 2009 in Colchester) war ein polnischer Politiker der ehemaligen polnischen Exilregierung in London.

## Aktivitäten als Exilpolitiker
Nowina-Sokolnicki war nach 1945 Politiker der Londoner Exilregierung. Nach deren Zerfall 1954 in zwei konkurrierende Lager unterstützte er den Exil-Präsidenten August Zaleski gegenüber dem Dreierrat.
Beim Tod von August Zaleski im Jahre 1972 behauptete er, von diesem als Nachfolger ernannt zu sein und erhob Anspruch auf die Exil-Präsidentschaft bis zu den Präsidentenwahlen 1990 nach dem Ende der Volksrepublik Polen. Die Mehrzahl der Auslandspolen erkannte jedoch beim Tod August Zaleskis Stanisław Ostrowski als Exil-Präsident an und empfand Nowina-Sokolnickis Ansprüche als widerrechtlich.

## Adelsansprüche und Ritterorden Sankt Stanislaus
Juliusz Nowina-Sokolnicki war adeliger Herkunft, aber ohne Titel. Ein früherer Vertreter der Familie Sokolnicki führte den Grafentitel, diese Linie starb jedoch aus. Seit dem Anfang der 1970er betitelte sich Nowina-Sokolnicki Graf (Count).
Als Exil-Präsident gründete er den alten polnischen Sankt-Stanislaus-Orden neu und wurde dessen Großmeister. Dieser Ordensneugründung wurde von der polnischen Regierungen nach 1990 nicht anerkannt. 1990 wurde in Polen der Sankt-Stanislaus-Orden mit Marek Kwiatkowski als Großmeister reaktiviert.